# San Miguel el Arcángel

## Storia
Nel corso del diciassettesimo secolo la Spagna per trasportare i tesori dai suoi porti coloniali alla Spagna utilizzava spesso il sistema delle flota (flotta in spagnolo). Tuttavia, i mezzi utilizzati per il trasposto composti da grandi galeoni e navi mercantili, pesantemente armate, avevano uno svantaggio, erano lenti e ingombranti. Per questo motivo la corona spagnola utilizzava navi più piccole e bene armate denominate patache o aviso. Queste navi dislocavano circa 100 tonnellate o anche meno e potevano superare in velocità le navi più grandi della Royal Navy o quelle dei corsari. Per decreto della Corona di Spagna emesso nel 1525, le avisos erano le navi designate a trasportare la corrispondenza ufficiale, sebbene potessero trasportare anche beni, tesori e anche passeggeri, avanti e indietro tra la Spagna e le sue colonie d'oltremare. Ogni anno dalla Spagna venivano spedite due navi corriere o aviso verso la Nueva España (Messico) e la Tierra Firme (costa settentrionale del Sud America).  Spesso questo tipo di nave veniva anche assegnato ai convogli navali con compiti di esplorazione e per l'avvistamento di navi nemiche.
Il San Miguel el Arcángel era un avviso normalmente utilizzato per il trasporto di lettere e dispacci da e per la Spagna a disposizione del Viceré del Perù, Luis Enríquez de Guzmán conte di Alba Liste. Il Viceré aveva scritto una lettera per il Re di Spagna che aveva consegnato al notaio della città di Portobello, Juàn Ramirez de Miranda il quale si imbarcò sul San Miguel el Arcángel. al comando del capitano Juan de Ortalaca, che aveva come pilota Diego García. L'avviso, dopo avere fatto scalo nei porti di Cartagena de Indias e Portobello, salpò da quest'ultimo porto il 18 settembre 1659, arrivando all'Avana, Cuba, nel mese di ottobre. Da lì l'avviso salpò per lo stretto della Florida carico di beni preziosi destinati a re Filippo IV di Spagna, e con 121 tra passeggeri e membri dell'equipaggio a bordo. Tra i beni trasportati vi erano delle monete d'argento denominate Stella di Lima, prodotte dalla zecca della città a partire dal gennaio 1659, mandate in Spagna per avere l'approvazione reale al loro conio.
Due giorni dopo essere partito la nave venne investita da un uragano, o una tempesta tropicale, mentre navigava lungo la costa orientale della Florida. La nave si arenò su un banco di sabbia e incominciò ad andare in pezzi. Ortalaca ordinò ai passeggeri e ai membri dell'equipaggio di abbandonare la nave, e tentare di raggiungere la riva, ma molti annegarono nel farlo. Dei 121 presenti a bordo ne sopravvissero 34, tra cui Juàn Ramirez de Miranda, che furono catturati dalla tribù dei cannibali nativi Ais, mentre il capitano Ortalaca perì nel naufragio. Fatti prigionieri dal re degli Ais, Jegay, i superstiti vennero liberati il 10 maggio 1660 da Juan Sanchez de Urica, sergente maggiore della Presídencía de Florida, che aveva operato in quell'area per i precedenti 30 anni. Trasferito successivamente a l'Avana, Juàn Ramirez de Miranda redasse un rapporto di 23 pagine intitolato Testimonio sobre el despacho del navío San Miguel Arcangel que se despachó de aviso a los reinos de España por el Virrey del Perú a cargo de Juan Ramirez de Miranda che fu mandato in Spagna su un successivo avviso.
Nell'estate del 1987 due surfisti caduti dalle loro tavole riferirono di aver visto un'ombra scura nell'acqua al largo del molo di Jupiter Inlet Colony, al bagnino Peter Leo. Si trattava di un cannone, scoperto da Leo due giorni dopo, e successivamente recuperato dal suo amico comandante e armatore Dominic Addario che disponeva dell'attrezzatura necessaria.  Leo ed suoi amici iniziarono a indagare sul relitto sconosciuto e recuperarono monete d'argento e d'oro, alcuni lingotti d'oro e un grande lingotto d'argento del peso di 80 libbre. Il lingotto d'argento era di particolare interesse per gli archeologi perché recava l'iscrizione della data fabbricazione, il 1652. Ricerche successive suggerirono che il lingotto d'argento provenisse dal porto di Cartagena de Indias, in Colombia, attraverso le miniere d'argento di Potosi, in Bolivia. Tra il 1987 e il 1995 il sito del relitto è stato sostanzialmente esplorato e sono stati recuperati oltre 10.000 reperti, che includevano posate, strumenti di navigazione, cannoni, palle di cannone e le ancore della nave. Le monete d'oro ritrovate erano monete da otto reali e due escudos rispettivamente della zecca di Cartagena de Indias e Bogotà.
Sebbene non sia stato verificato con certezza, prove circostanziali come una lettera per il governatore dell'Avana alla corona spagnola, indicano il relitto come il San Miguel de Arcangel.
Un'ancora e un cannone del San Miguel de Arcangel sono esposti a Jupiter, in Florida.

### Annotazioni
1. ↑  Si trattava di una varietà di documenti. come corrispondenza militare e civile, resoconti del tesoro coloniale, casi giudiziari, rapporti dei viceré, corrispondenza religiosa e così via.
2. ↑  Questo fatto e confermato da una seconda lettera del viceré inviata sei mesi dopo che il San Miguel de Arcangel non era arrivato in Spagna.
3. ↑  I documenti mostrano che la zecca di Lima iniziò a coniare questa moneta non autorizzata nel gennaio 1659 e cessò la sua produzione nell'aprile 1660.

### Fonti
1. ↑  Singer 1998, p. 134.
2. 1 2  Knoji.
3. 1 2 3 4 5 6 7 8 9 10 11 12 13 14  Jupitercoins.
4. 1 2 3  Ruth 1997, p. 4.
5. ↑  Panamá 58, n.1 Confirmación de oficio: Juàn Ramírez de Miranda, 14 enero, 1662.
6. ↑  Ruth 1997, p. 6.
7. ↑  Amelia Research.
8. ↑  Ruth 1997, p. 7.
9. ↑  Knoji.
10. 1 2 3 4  Ruth 1997, p. 8.
11. 1 2  Ruth 1997, p. 9.